# Jack Valenti
Jack Valenti (Houston, 5 settembre 1921 – Washington, 26 aprile 2007) è stato un funzionario statunitense.
È stato il presidente dell'MPAA.

## Biografia
Durante i 38 anni di presidenza dell'MPAA ha creato il MPAA Film Rating System, ed è stato considerato come uno dei lobbisti pro-copyright più influenti del mondo.
Nel 1995 Valenti ha doppiato la sua versione animata nella serie della Warner Bros. Freakazoid!, della quale il suo amico Steven Spielberg era produttore esecutivo. Nell'edizione italiana del cartone, Valenti è stato doppiato da Carlo Valli.